# Phlebotomus papatasi
Phlebotomus papatasi es una especie de díptero nematócero de la familia Psychodidae (subfamilia Phlebotominae), similares a los mosquitos comunes, pero de menor tamaño. Es el principal vector de leishmaniasis en el Viejo Mundo. Prefieren lugares de alta humedad (45 a 70%). Ponen sus huevos en cuevas de roedores, otros refugios de animales o en grietas o rincones oscuros de construcciones humanas.

## Características
Son pequeños, miden de 2 a 3 mm. Tienen el cuerpo cubierto de pelos. Su vuelo es típico de los flebotómidos, con trechos cortos. El ciclo vital (pasando por los estadios de huevo, larva y pupa) hasta llegar a adulto es de aproximadamente tres a cuatro semanas. Los adultos o imagos viven alrededor de treinta días.
Al igual que otros flebotomos, los adultos se alimentan de azúcares de las plantas, néctar, o de secreciones de pulgones. Las hembras también requieren alimentarse de sangre (hematofagia) para producir sus huevos. Su saliva contiene substancias que previenen la coagulación de la sangre y causan gran irritación.
La leishmaniasis cutánea, transmitida por estos mosquitos, es causada por un protozoo parásito, Leishmania major. El parásito es transmitido junto con la saliva que el mosquito utiliza durante la picadura. Se calcula que todos los años ocurren un millón y medio de casos nuevos y que hay doce millones de personas infectadas.